# Камаркханда (подокруг)
Камаркханда (бенг. কামারখন্দ, англ. Kamarkhanda) — подокруг на севере Бангладеш. Входит в состав округа Сираджгандж. Образован в 1909 году. Административный центр — город Камаркханда. Площадь подокруга — 91,61 км². По данным переписи 1991 года численность населения подокруга составляла 105 997 человек. Плотность населения равнялась 1157 чел. на 1 км². Уровень грамотности населения составлял 26,2 %. Религиозный состав: мусульмане — 92 %, индуисты — 8 %.